# Крючкоклювая (порода уток)

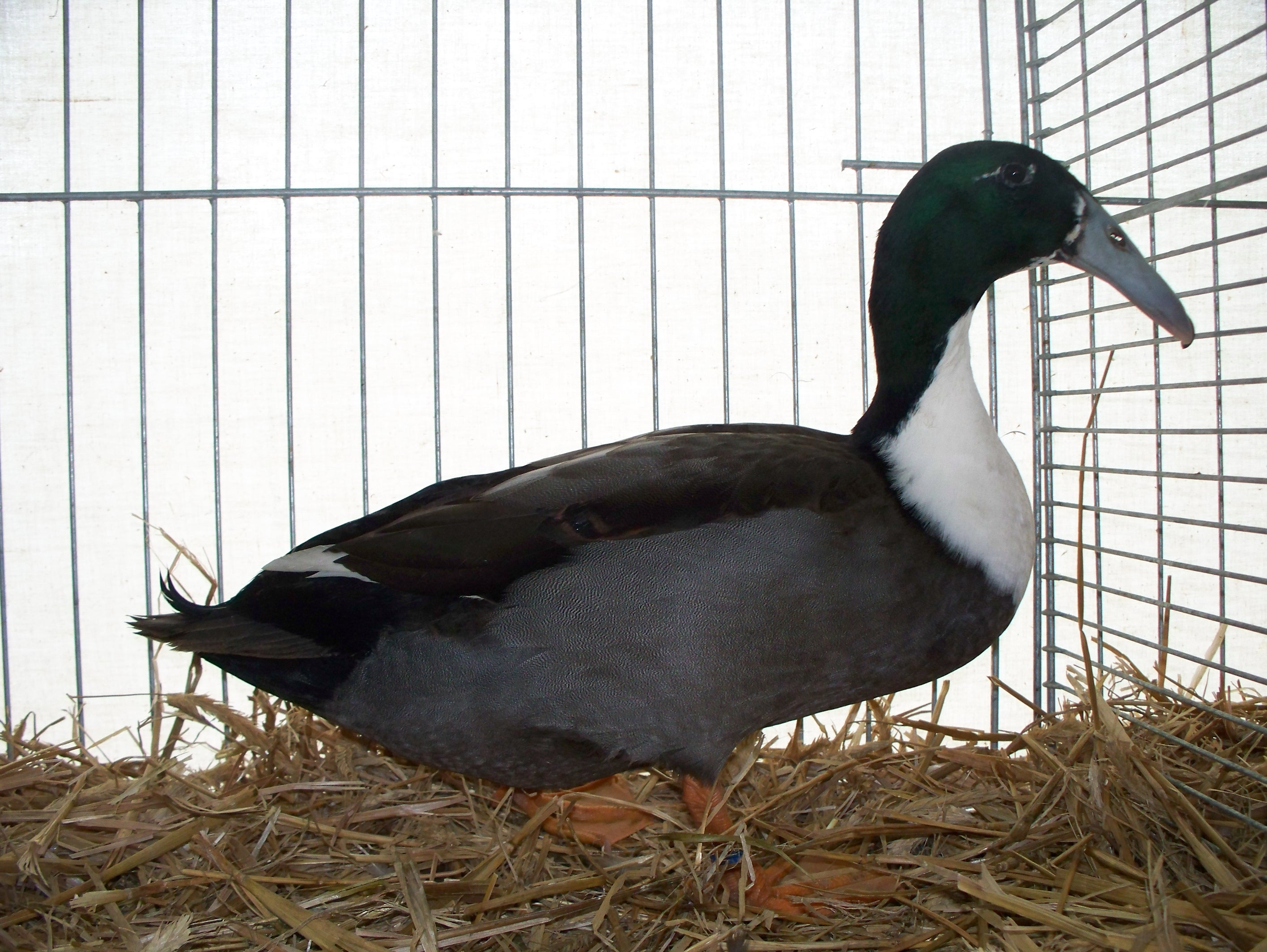

Крючкоклювая — редкая порода яичных уток.

## Происхождение породы
Утки были выведены в Нидерландах, однако точное происхождение крючкоклювой породы неизвестно. Самая ранняя опубликованная иллюстрация и описание, по-видимому, содержатся в «Орнитология» Фрэнсиса Уиллоби, опубликованная в 1676 году. Книга Уиллоби написана на латыни; она была переиздана Джоном Рэем на английском языке в 1678 году.
Около 100 лет назад уток было много, так как утиные яйца были более популярны, чем куриные, но сейчас мировая популяция крючкоклювых оценивается не более чем в 800 особей. В настоящее время считается исчезающей породой уток.
Некоторые экземпляры были вывезены в США в 2000 году, однако порода не входит в число перечисленных в Стандарте совершенства Американской ассоциации птицеводов.

## Описание
Крючкоклювая — легкая утка, средний вес самок составляет около 2 кг, самцов — 2,0-2,25 кг. Три варианта окраски признаны во Франции, Нидерландах и Соединенном Королевстве. Рыжевато-коричневая кряква имеет черную голову и крыло с зеленым блеском, тело серое и серый клюв; темно-серая имеет такой же окрас, но с отчетливым белым пятном на груди; у белой голубые глаза, ярко-оранжевые ноги и розовый клюв. Еще семнадцать разновидностей окраски выводятся в Германии, но не приняты в европейском стандарте.
Утки — хорошие несушки — они откладывают до 225 яиц в год.